# 里弗賽德鎮區 (明尼蘇達州拉基帕爾縣)
里弗賽德鎮區（英語：Riverside Township）是位於美國明尼蘇達州拉基帕爾縣的一個行政鎮區。

## 地方資料
里弗賽德鎮區的面積為89.62平方千米，當中陸地面積為89.53平方千米，而水域面積為0.09平方千米。根據2020年美國人口普查的數據，當地共有人口283人，而人口密度為每平方千米3.16人。